# Эллардайс, Сэм
Сэ́мюэл Э́ллардайс (англ. Samuel Allardyce; родился 19 октября 1954, Дадли), более известный как Сэм Эллардайс или Большой Сэм — английский футболист и футбольный тренер.
С 1991 по 1992 год был главным тренером в клубе «Лимерик», с 1994 по 1996 год — в «Блэкпуле», с 1997 по 1999 год — в «Ноттс Каунти», с 1999 по 2007 год — в «Болтон Уондерерс», с 2007 по 2008 год — в «Ньюкасл Юнайтед», с 2008 по 2010 год — в «Блэкберн Роверс», с 2011 по 2015 год — в «Вест Хэм Юнайтед», с 2015 по 2016 год — в «Сандерленде», в 2016 году — в сборной Англии, с 2016 по 2017 год — в «Кристал Пэлас», с 2017 по 2018 год — в «Эвертоне», с 2020 по 2021 год — в «Вест Бромвич Альбион», в 2023 году — в «Лидс Юнайтед». Вывел «Болтон Уондерерс» в финал Кубка Футбольной лиги; также под его руководством клуб впервые в своей истории квалифицировался в Кубок УЕФА. 16 июня 2010 года Эллардайс был награждён почётным званием доктора наук Университета Болтона.

## Тренерская карьера

### «Болтон Уондерерс»
19 октября 1999 года Эллардайс был назначен главным тренером «Болтон Уондерерс». Под руководством «Большого Сэма» команда добилась хороших результатов, выйдя в премьер-лигу в 2001 году. Сделав ставку на возрастных игроков и располагая скромным бюджетом Эллардайс сумел превратить команду аутсайдера в середняка лиги, способного одерживать победы над грандами английского футбола. В 2004 году «Болтон» занял 8-е место в чемпионате Англии, что стало высшим достижением команды за 40 лет и позволило ей попасть в Кубок УЕФА (где на стадии 1/16 финала «рысаки» уступили «Марселю»), а также вышел в финал Кубка лиги, уступив там «Мидлсбро». В следующем сезоне команда сделала ещё один шаг вперёд — 7-е место в премьер-лиге и 1/8 финала Кубка УЕФА. После этих успехов Эллардайс покинул «Болтон» после восьми лет работы.

### «Ньюкасл Юнайтед»
В мае 2007 года тренер возглавил «Ньюкасл Юнайтед», однако Эллардайс не смог создать в клубе благоприятной обстановки, «сороки» демонстрировали нестабильную игру, в чемпионате Англии занимая лишь 12-е место, а из кубков вылетев на ранней стадии. 9 января 2008 года Эллардайс был уволен с занимаемого поста после нулевой ничьей со «Сток Сити».

### «Блэкберн Роверс»
Эллардайс был назначен главным тренером «Блэкберн Роверс» 17 декабря 2008 года, подписав с клубом трёхлетний контракт. Первым матчем под его руководством стала игра против «Сток Сити» на «Ивуд Парк», завершившаяся победой «Блэкберна» со счётом 3:0. Это была первая игра из девятиматчевой беспроигрышной серии «Блэкберна», завершившаяся поражением от «Астон Виллы» со счётом 2:0. После этого «Блэкберн» одержал ещё семь побед, включая выездную победу над «Фулхэмом» со счётом 2:1. На выезде «Блэкберн» выиграл лишь два матча, зато на «Ивуд Парк» команда выиграла 5, сыграла вничью в четырёх и проиграла лишь один матч. Свой первый сезон в «Блэкберне» Эллардайс завершил безголевой ничьей против «Вест Бромвича», а команда заняла 15-е место в турнирной таблице.
В сезоне 2009/10 «Блэкберн» вышел в полуфинал Кубка Футбольной лиги, в котором уступил «Астон Вилле». В этом же сезоне «Блэкберн» дважды обыграл своих заклятых соперников, клуб «Бернли», а также бывший клуб Эллардайса, «Болтон Уондерерс». Под руководством Большого Сэма «Блэкберн» большую часть сезона провёл в середине турнирной таблицы Премьер-лиги, демонстрируя впечатляющие показатели при игре на домашнем стадионе. Так, «Блэкберн» не проиграл ни одного матча на «Ивуд Парк» против так называемой «большой четвёрки», сыграв безголевые ничьи с «Ливерпулем» и «Манчестер Юнайтед», ничью 1:1 с «Челси» и обыграв «Арсенал» со счётом 2:1. В сезоне 2009/10 «Роверс» занял 10-е место в Премьер-лиге, обыграв в последнем туре чемпионата «Астон Виллу». 13 декабря 2010 года Сэм Эллардайс был отправлен в отставку с поста главного тренера «Блэкберна».

### «Вест Хэм Юнайтед»
1 июня 2011 года Сэм Эллардайс возглавил лондонский «Вест Хэм Юнайтед». Контракт подписан на 2 года. Под руководством Эллардайса «молотобойцы» заняли третье место в Чемпионшипе, а также одержали победы в раунде плей-офф и смогли вернуться в Премьер-лигу. Вернувшись в элиту английского футбола «Вест Хэм» сумел закрепиться в премьер-лиге и стать её крепким середняком, а по итогам сезона 2014/2015 ещё и получил приз «Fair play», позволяющий попасть в Лигу Европы на следующий сезон. После этих неплохих результатов Эллардайс покинул команду 24 мая 2015 года.

### «Сандерленд»
9 октября 2015 года Сэм Эллардайс был назначен на пост главного тренера клуба «Сандерленд», с которым подписал контракт сроком на два года. В «Сандерленде» Сэм сменил Дика Адвоката, под руководством которого команда в первых 8 турах АПЛ смогла набрать лишь 3 очка и обосновалась на предпоследнем месте турнирной таблицы.
Первую победу в том сезоне «Сандерленд» одержал в десятом туре во втором матче под руководством Эллардайса, когда в тайн-уирском дерби «чёрные коты» со счётом 3:0 разгромили «Ньюкасл». Однако уже в следующей игре последовало поражение от «Эвертона» со счётом 2:6, а в декабре команда проиграла все 5 своих матчей в АПЛ. По-настоящему выправляться дела команды стали уже начиная с февраля: сначала последовала гостевая ничья с «Ливерпулем» (2:2), затем домашняя победа над «Манчестер Юнайтед» (2:1). В итоге в 14 последних матчах «Сандерленд» потерпел лишь три поражения (после пятнадцати в первых 24 играх) и сумел выбраться из зоны вылета на спасительное 17 место.

### Сборная Англии
22 июля 2016 года Эллардайс возглавил сборную Англии, которая до этого провалила Евро-2016. Контракт специалиста был рассчитан на два года. В первом матче под руководством Эллардайса сборная Англии со счётом 1:0 одержала победу над командой Словакии. Однако вскоре разразился скандал: газета The Daily Telegraph опубликовала видео, на котором тренер в ходе переговоров с азиатскими журналистами, представившимися бизнесменами, затребовал 400 тысяч фунтов стерлингов за посредничество, чтобы с использованием своего положения повлиять на переговоры о проведении трансферов, а также рассказал, что знает, как можно обойти правила футбольной ассоциации по трансферам игроков. Кроме того, в ходе бесед с журналистами Сэм подверг критике работу своего предшественника Роя Ходжсона на посту наставника национальной команды и назвал глупым решение FA снести «Уэмбли».
27 сентября 2016 года по обоюдному согласию сторон контракт был расторгнут.

### «Кристал Пэлас»
23 декабря 2016 года возглавил «Кристал Пэлас», сменив на этой должности Алана Пардью. На тот момент команда находилась в сложной ситуации: в десяти предыдущих матчах АПЛ лондонцы потерпели восемь поражений, а от зоны вылета их отделяло всего одно очко. С Эллардайсом был подписан контракт на 2,5 года.
Эллардайсу не сразу удалось наладить игру команды: в первых пяти играх чемпионата под его руководством «Кристал Пэлас» набрал всего одно очко и опустился в зону вылета из Премьер-лиги. Помимо этого команда вылетела и из Кубка Англии. Первая победа в АПЛ вместе с «Кристал Пэлас» для Эллардайса случилась лишь 31 января: со счётом 2:0 был обыгран «Борнмут». Следующие две игры команда, впрочем, опять проиграла, и к середине февраля опустилась уже на предпоследнюю строчку турнирной таблицы.
Однако уже начиная со следующего матча началось восхождение «Кристал Пэлас» по турнирной таблице: команда выдала победную серию из четырёх игр.
Подопечными Эллардайса были обыграны последовательно «Мидлсбро», «Вест Бромвич Альбион», «Уотфорд» и будущий чемпион «Челси». Вскоре «Пэлас» так же сумел разгромить «Арсенал» со счётом 3:0 и одержать гостевую победу над «Ливерпулем» (2:1). Эти результаты позволили команде обезопасить себя от вылета, и несмотря на то, что в последних пяти турах лондонцы одержали всего одну победу, по итогам сезона «Кристал Пэлас» занял 14 место в Премьер-лиге.
24 мая 2017 года Эллардайс подал в отставку с поста главного тренера клуба.

### «Эвертон»
30 ноября 2017 года стал главным тренером «Эвертона», с которым подписал контракт на 1,5 года. 2 декабря провёл свой первый матч в качестве главного тренера команды из Ливерпуля, в котором «ириски» переиграли «Хаддерсфилд Таун» со счётом 2:0. Эллардайс покинул клуб 16 мая 2018 года.

### «Вест Бромвич Альбион»
16 декабря 2020 года возглавил «Вест Бромвич Альбион». В первых четырёх матчах под руководством Эллардайса «дрозды» набрали 1 очко, а также уступили «Блэкпулу» в Кубке Англии. 16 января 2021 года Эллардайс впервые победил у руля команды, обыграв в дерби «Вулверхэмптон Уондерерс» со счётом 3:2.
По окончании сезона Эллардайс принял решение покинуть клуб, несмотря на желание руководства продолжить сотрудничество. Такое решение специалиста связано с тем, что команда покинула элитный дивизион за несколько туров до окончания сезона. Тем самым, Эллардайс впервые в карьере не смог сохранить возглавляемому клубу прописку в элите.

### «Лидс Юнайтед»
В начале мая 2023 года Эллардайс вернулся к тренерской работе — специалист был приглашен в «Лидс Юнайтед», который имел математические шансы на сохранение прописки в элите. Для этого нужно было одержать победы в оставшихся 4-х матчах сезона. Однако, под руководством тренера команда смогла набрать всего 1 очко, сыграв со счётом 2:2 с «Ньюкасл Юнайтед» и, в итоге, покинула высший дивизион. В связи с этим, Сэм Эллардайс был освобожден с занимаемой должности.

## Тренерская статистика
| Клуб                 | Начало работы    | Завершение работы | Показатели | Показатели | Показатели | Показатели | Показатели |
| Клуб                 | Начало работы    | Завершение работы | И          | В          | Н          | П          | %          |
| -------------------- | ---------------- | ----------------- | ---------- | ---------- | ---------- | ---------- | ---------- |
| Лимерик              | 1991             | 1992              | 27         | 14         | 10         | 3          | 051,85     |
| Престон Норт Энд     | 30 сентября 1992 | 30 ноября 1992    | 12         | 3          | 4          | 5          | 025,00     |
| Блэкпул              | 19 июля 1994     | 29 мая 1996       | 102        | 44         | 23         | 35         | 043,14     |
| Ноттс Каунти         | 16 января 1997   | 14 октября 1999   | 145        | 56         | 39         | 50         | 038,62     |
| Болтон Уондерерс     | 19 октября 1999  | 29 апреля 2007    | 371        | 153        | 104        | 114        | 041,24     |
| Ньюкасл Юнайтед      | 15 мая 2007      | 9 января 2008     | 24         | 8          | 6          | 10         | 033,33     |
| Блэкберн Роверс      | 17 декабря 2008  | 13 декабря 2010   | 90         | 32         | 24         | 34         | 035,56     |
| Вест Хэм Юнайтед     | 1 июня 2011      | 24 мая 2015       | 181        | 68         | 46         | 67         | 037,57     |
| Сандерленд           | 9 октября 2015   | 20 июля 2016      | 31         | 9          | 9          | 13         | 029,03     |
| Сборная Англии       | 22 июля 2016     | 27 сентября 2016  | 1          | 1          | 0          | 0          | 100,00     |
| Кристал Пэлас        | 22 декабря 2016  | 23 мая 2017       | 24         | 9          | 3          | 12         | 037,50     |
| Эвертон              | 30 ноября 2017   | 16 мая 2018       | 26         | 10         | 7          | 9          | 038,46     |
| Вест Бромвич Альбион | 16 декабря 2020  | 30 июня 2021      | 26         | 4          | 8          | 14         | 015,38     |
| Лидс Юнайтед         | 3 мая 2023       | 2 июня 2023       | 4          | 0          | 1          | 3          | 000,00     |
| Итого                | Итого            | Итого             | 1064       | 411        | 284        | 369        | 038,63     |

## В культуре

### Театр
Театр Принц Эдуард, Dear England. Роль исполнил Ллойд Хатчинсон.